# Santa Bárbara (Santander)
Santa Bárbara es un municipio ubicado en el departamento de Santander, Colombia, perteneciente a la Provincia Metropolitana.
Las tierras donde el municipio se encuentra ubicado actualmente fueron inicialmente habitadas por los indios chitareros. En 1903, Clímaco Ortiz fundó el corregimiento de Santa Bárbara, que posteriormente fue nombrado municipio por medio de la ordenanza n.º 24 del 29 de noviembre de 1976. El pueblo era inicialmente llamado "Suaque".

## Historia
La historia de esta simpática población, enclavada en un descenso de la abrupta cordillera que se yergue desde el sitio Los Curos y humilla un tanto su altivez en la región de Guaca, se remonta a principios del siglo pasado. Según consta claramente del Archivo Parroquial de Guaca; gentes sencillas levantaron en el sitio de Zunque una ermita para venerar a la virgen y mártir Santa Bárbara  El párroco de Guaca, presbítero José María Olaya, a cuyo celo estaba encomendando este rinconcito de su parroquia, prende el entusiasmo de los vecinos, que van formando un pequeño poblado alrededor de su querida capillita, que atraía, especialmente en la fiesta de la santa, numerosos peregrinos. Por mediación del mismo cura, el Arzobispo de Santafé concede a la naciente población el título de viceparroquia, el 14 de julio de 1831; y el 4 de diciembre del mismo año, con ocasión de la fiesta de su santa patrona, los vecinos en junta solemne hacen el compromiso, consignado en un acta, de declararla viceparroquia. 
Esta acta, que se puede aceptar como la partida de nacimiento de la población de  Santa Bárbara, fue firmado por los quince señores, a quienes corresponde, en asocio del mericísimo padre Olaya, el justo título de fundadores: José María Rojas, Juan Bautista García, Juan Bernardo Rojas, Francisco Rojas, Pedro Rojas, Francisco Durán, Hipólito Rojas, José Luciano Sandoval, Pedro María García, Tomás Estévez, José Sandoval, Juan Francisco Rojas, Francisco Plata y Luciano Galvis. El 22 de septiembre de 1846 obtiene de la Curia Arzobispal el permiso para construir el cementerio. 
Pero el padre Olaya fue trasladado a Pamplona, en donde ocupó la silla de arcediano; y al nuevo párroco camino hasta Suaque, para visitar frecuentemente a sus feligreses y administrarle los sacramentos en la viceparroquia. Entonces los vecinos, al verse privados de ésta ayuda espiritual, solicitaron en 1865 su anexión a la parroquia de Umpalá, lo que les fue concedido. A principios del presente siglo, el general Clímaco Ortiz Mantilla, dueño del extremo territorial que desde el río Chicamocha llegaba hasta Suaque, puso todo su empeño en una mejor organización de la ya existente población. Entonces el obispo de Pamplona destinó un sacerdote para atender esa comunidad; quien desde diciembre de 1916 abrió los libros los parroquiales y al menos desde el 27 de marzo de 1920 aparece la población de Santa Bárbara  como corregimiento departamental. 
Por esto es necesario inscribir al general Clímaco Ortiz como uno de los principales benefactores de esta población. El 23 de enero de 1943, el señor obispo de Pamplona ordenó al Párroco de Umpalá fijar su residencia en Santa Bárbara, convirtiéndola en centro parroquial, Últimamente la Ordenanza No 24 de 29 de noviembre de 1976, pasó la cabecera del municipio de Umpalá a Santa Bárbara, dándole categoría de municipio, y reduciendo a Umpalá a corregimiento de Piedecuesta. Así nació esta población, cuyo territorio perteneció a la antiquísima encomienda de Guaca y que ahora obtenía su propia vida civil con el sacrificio de Umpalá. 

## Geografía
Santa Bárbara limita al norte con Tona y el departamento de Norte de Santander; al sur con Cepitá y Aratoca; al oriente con Guaca, y al occidente con Los Santos (Santander), Piedecuesta y el corregimiento de Umpalá. El municipio tiene una extensión de 186 km², que fueron tomados de Piedecuesta, Guaca y Umpalá, que en ese entonces era un municipio.
El territorio del municipio, que ha sido denominado "Reserva forestal e hídrica de Santander", es atravesado por el río Umpalá y la quebrada Tasajo, donde se realiza crianza de truchas.
Un gran parte del municipio (más de 4.000 hectáreas) forma parte del Páramo de Santurbán, fuente hídrica para Santander y Norte de Santander.
Extensión total: 224,3111 km²
Extensión área urbana: 0,0517 km² 
Extensión área rural: 224,2594 km²
Altitud de la cabecera municipal (metros sobre el nivel del mar):  1900
Temperatura media:  18 °C
Distancia de referencia:  53 km de Bucaramanga

## Demografía
De los 2236 habitantes del municipio, 278 viven en la zona urbana y 1958 en la zona rural. Los suaqueños o santabarbarences se dedican principalmente a la agricultura, cultivando caña de azúcar, maíz, café y frutas diversas; además, comercian equinos y bovinos con los habitantes de San Andrés, Guaca y Málaga.
El pueblo cuenta en la zona urbana con un instituto agrícola, donde se instruye hasta undécimo grado de bachillerato y se obtiene el título de bachiller técnico con especialidad agropecuaria; también hay una concentración escolar y un hogar de niños, en la zona rural. Por otro lado hay 11 escuelas y 4 hogares infantiles.
Los habitantes realizan celebraciones festivas del 4 al 6 de diciembre, en las cuales se hace gala de los platos típicos del pueblo, entre los que se destacan el anís y la chirimoya.

## Ecología
El 77.62% del territorio se encuentra ocupado por áreas de bosques naturales secundarios y rastrojos, asociados a zona de vida de bosque alto andino y andino, que constituyen la cobertura más generalizada, alcanzando el 43,46% del municipio. La vegetación natural de pajonales y vegetación de páramo y subpáramo corresponden al 34,16%. Estos ecosistemas son estratégicos ya que favorecen la generación de corrientes y descargas hidrobiológicas, así como también constituyen un ecotono de características amplias, lo que permite una alta variedad de especies de flora y refugio de fauna silvestre.

## Economía
La estructura económica del municipio está constituida básicamente en el área rural por las actividades agrícolas, teniendo gran importancia los cultivos de mora, apio, café, frijol, arveja y cebolla, que ocupan el 3.02% de territorio, la explotación pecuaria en ganado de doble propósito, desarrollada en pastos en asocio con rastrojos en el 19.34% del municipio, y actividades menores como piscicultura y apicultura. Los sistemas de producción son de economía campesina, con bajos ingresos, bajos volúmenes de producción y carencia de un mercado organizado. El área urbana se soporta en las actividades administrativas, institucionales y prestadoras de servicios sociales de educación y salud. 

### Agricultura
Es la principal actividad económica de la región, con cultivos tradicionales como: mora, maíz, chirimoya, tomate de árbol, arveja, cebolla, yuca, y arracacha, los cuales constituyen la base de la alimentación familiar. De acuerdo con los anterior se podría decir que el municipio de Santa Bárbara es productor de alimentos, ya que el 95% de los campesinos vive en sus propiedades y el restante 5% en sus aparceros. Estos productos son comercializados en el Área Metropolitana de Bucaramanga. 

### Ganadería
La producción vacuna es rudimentaria y casera, lo cual dificultad su explotación comercial debido a las mismas características quebradas del terreno. Las especies porcinas y avícolas son un elemento más de la base de alimentación familiar. 

### Piscicultura
En las tierras de clima frío se ubican pequeñas explotaciones que, con apoyo municipal, producen la trucha y la mojarra.

### Apicultura
Es otra actividad de explotación comercial especialmente las veredas del Tope, Chácara y en el casco urbano.

## Vías
Aéreas: no posee vías de acceso aéreo
Terrestres: el municipio cuenta con un sistema de interconexión física y de transporte de importancia tanto a nivel nacional como subregional, que le permite su articulación y conectividad especialmente con el Área Metropolitana de Bucaramanga, sin embargo presenta grandes dificultades de accesibilidad en razón al estado de la red vial. 
Entre las vías se cuentan: 
- Transversal Curos-Málaga: arteria de gran importancia para la movilización de productos agropecuarios desde la provincia de García Rovira a la capital del departamento. Actualmente pavimentada desde Curos hasta El Roble.

- Berlín-Baraya: vía de comunicación entre los corregimientos de Berlín (Tona) y Baraya (Guaca), se conecta con la vía nacional Bucaramanga-Cúcuta.

En el sector rural, el municipio cuenta con una frágil infraestructura vial, circunstancia agravada por la topografía como factor determinante, los anchos de calzada en promedio están por debajo de los 5 metros, las especificaciones técnicas y calidad del trazado. El municipio tiene aproximadamente 85 km de carreteras; según su distribución por jerarquía las vías nacionales tiene una participación del 42.30%; las departamentales o secundarias un 15.40% y las municipales o terciarias un 42.30%. El sector urbano posee aproximadamente 1.190 metros lineales de vías de las que el 93% están pavimentadas en losas de concreto (pavimento rígido)
Fluviales: no posee vías de acceso fluvial.

## Política
En 2019 se destacó al estar entre los 10 municipios con menor abstencionismo electoral, quedando en el noveno lugar para la elección de alcalde, con una participación del 88,57% de los potenciales sufragantes en los comicios, y en el séptimo lugar para la elección de gobernador departamental al participar el 88,48% del padrón electoral.

## Himno

### Coro
Santa Bárbara tierra florida
De agua clara y ardiente arrebol
Tierra hermosa que le canta a la vida
Santa Bárbara tierra de sol.

Estrofa I
En tu historia se encuentra la huella 
De tus gentes de gran convicción
Oh buen pueblo de gran esperanza
Te llevamos en el corazón.

Estrofa II
Con orgullo conservamos la sangre
De Suaqueños los hijos del sol
Que día a día da luz a tus tierras
Como un mensajero de Dios.

Estrofa III
Patria hermosa de gran gallardía
Es tu suelo un remanso de paz 
Donde reina también la alegría 
Y no quiero dejarte jamás. 

Estrofa IV

Tus montañas de grandes alturas
De recursos y bellezas sin fin
Con solo verlas traen paz a mi alma
Oh tierra hermosa donde nací.
Autores

Letra: Dr. Rafael Ortiz González (q.e.p.d) y Maestro. Juan Quiñonez Forero.

Música y arreglos musicales: Maestro. Juan Quiñonez Forero.

Acuerdo 035 de 27 Noviembre de 2018